# Sonic Rivals 2
Sonic Rivals 2 – gra z serii Sonic the Hedgehog, wydana na konsolę PlayStation Portable przez Segę, a napisana przez Backbone Entertainment. Jest to kontynuacja gry wydanej ok. rok wcześniej, Sonic Rivals.

## Przebieg gry
Jest to połączenie gry platformowej i wyścigowej, w której trzeba ścigać się za pomocą postaci znanych z Sonica z przeciwnikiem na nogach, na planszach typowych dla tej serii gier, przedstawionej w tej grze w trójwymiarze, choć rozgrywanej tylko na jednej płaszczyźnie (tzw. grafika dwuipółwymiarowa).
W grze tej istnieją 4 tryby rozgrywki:
- Battle Mode - tryb wyzwań, podzielony na 6: Knockout, Ring Battle, Race, King of the Hill, Capture the Chao, i Tag.
- Single Disc Game Sharing - gra wieloosobowa dla dwóch graczy, którzy grają na planszach pochodzących z jednego dysku poprzez łącze Wi-Fi.
- Intriguing New Storyline - tryb fabularny.
- Free Play Mode - tryb gry wolny od rywalizacji, gdzie gracz może sam spróbować przejść plansze.